# Vardø
70°22′14″N 31°6′33″Ø / 70.37056°N 31.10917°Ø
Vardø (nordsamisk Várggát) er en by og en kommune (i Finnmark-området) i Troms og Finnmark fylke i Norge. 
Den grænser til nabokommunerne Vadsø i vest og Båtsfjord i nordvest. Her finder man Norges østligste punkt (31° 10' 07" ø.l.), beliggende på Hornøya og Kibergneset. 1. januar 2017 bor der 2.104 indbyggere i kommunen, deraf omkring 2.000 i selve byen, som ligger på den 3,7 km² store ø Vardøya. Det samlede areal er 600 km², landarealet 588 km². Befolkningstæthed 3,5 indbyggere per km².
Vardø er Norges østligste by, som ligger længere øst end Istanbul; og den er Europas eneste by i arktisk klimazone. Vardø er også verdens nordligste fæstningsby og Finnmarks ældste fiskerleje; og sammen er Hammerfest og Vardø de ældste byer i Nord-Norge, da de fik bystatus samtidig i 1789. Vardø by er Finnmark fylkes tusenårssted.
Vardø ligger på præcis samme længdegrad som Keopspyramiden, hvad man i Vardø har markeret med en lille pyramide på toppen af Reinøya, på samme højde over havet som den store pyramide i Egypten.

## Etymologi
Oprindeligt navn er Varghøya - Ulvehøjden, der var navnet på den første befæstning, rejst under kong Håkon 5. Magnusson.

## Historie
Der er fundet spor af bosætning fra 6000–7000 år f.Kr. I 1251 rejste et følge fra republikken Novgorod til kong Håkon Håkonsson for at klage over sammenstød mellem nordmænd og karelere i det nordlige Finnmark. Et norsk følge blev sendt til Novgorod, hvor en traktat, der desværre er gået tabt, blev underskrevet som pagt på fred mellem de to lande, iberegnet Karelen, som tilhørte Novgorod-republikken. Vardø - "Norges endepunkt" - går helt tilbage til kong Håkon Magnussons bygning af Vardøhus fæstning til forsvar af Norges østgrænse i 1307.  Vardø omtales første gang i 1307, da ærkebiskoppen indviede stedets kirke (Sinding-Larsen 1937b:74). I 1311 vendte en kongelig lovændring sig til alle mellem Lindesnes (som er sydspidsen af Norge) og og Vargøyia (Nissen 1960:22). I et brev fra 1340 står der, at Magnus Eriksson, konge over både Norge og Sverige, havde beordret ærkebiskoppen til at forbedre Tunsberghus og Varghøya.
På Vardøhus befinder "Kongestokken" sig. Under sit besøg i Vardø i 1599 skrev Christian 4. sit navn på en tagstolpe i et hus, der nu er revet ned. Tagstolpen er blevet bevaret, og diverse prominente gæster har skrevet navnetrækket derpå.
På julaften 1617 var "en rekke fiskebåter fra Kiberg og Vardø [...] ute på havet. Plutselig slår været om, en vinterstorm rir over Øst-Finnmark. Ti båter forliser, 40 fiskere drukner. [...] Seks av de ti båtene som forliste, var fra Kiberg, de øvrige fire fra Vardø"; "Et titalls grove forbrytere, omtalt som trollkvinner, fikk dødsdom og måtte på bålet", skrev medierne.

## Hekseprocesserne
Fra slutningen af 1500-tallet til sidst i 1600-tallet blev henved 140 mennesker i Finnmark formelt anklaget for trolddom. Mere end 90 blev dømt til lovens strengeste straf, henrettelse på bålet. Omkring halvparten blev dømt i Vardø. Bjerget Domen, 164 meter højt, figurerede som sted for heksenes påståede møder med djævelen, og er Norges kendteste "heksefjeld". Rene massehenrettelser fandt sted i 1621, i 1650'erne og i løbet af nogle få vintermåneder i 1662/63, da 31 kvinder, nogle yngre end tolv år, blev ført for retten. Af disse blev atten kvinder brændt på bålet, mens tre blev tortureret ihjel med svovl og glødende tænger før domsafsigelse. Ingen andre fylker i Norge har så god dækning af retskilder fra 1600-tallet som Finnmark.

## Venuspassagen
Venuspassagen i 1769 blev observeret af jesuitten Maximilian Hells fra Vardøhus fæstning, en rejse betalt af Christian 7. Hells' observation af fænomenet var så god, at han bagefter blev beskyldt for at have snydt. Hans medbragte assistent Sajnovics kunne efter rejsen fremlægge en afhandling, hvor samisk for allerførste gang beskrives som en del af den gruppe, der fik navnet finsk-ugriske sprog.

## Samfærdsel og kommunikation
Vardøya er tilknyttet Europavej 75 gennem den 2.892 meter lange Vardøtunnelen under Bussesundet. Tunnelen, som blev taget i brug 22. december 1983 og officielt åbnet af kong Olav V den 16. august 1984, var den første undersøiske tunnel i Norge. På fastlandssiden af Bussesundet, på Svartnes, er der bygget en ny og moderne havn. Vardø er anløbshavn for hurtigruten. Svartnes huser også Vardø Lufthavn, Svartnes. På Vardøya ligger kystradiostationen Vardø radio.
Kibergneset ved Vardø er det østligste punkt på det norske fastland. Her ligger rester af et tysk kystfort fra 2. verdenskrig.

## Erhvervsliv
Frem til omkring 1920 var Vardø kendt som hovedstad for pomorhandelen, da byen i 1800-tallet var centrum for handel med Rusland, og dermed en af Norges største eksporthavne.
Fiskeri har længe været hovedindtægten i Vardø; byen er bygget op omkring fiskeri og fiskeforædling. I efterkrigstiden betød Forsvarets tilstedeværelse også meget for kommunen, som på det meste havde 4.200 indbyggere. Byen er nu under omstilling, og civil overvågning af havområderne udenfor ser ud til at blive et nyt satsningsområde, sammen med udvikling af turismen. Vardø er et meget attraktivt rejsemål blandt fuglekikkere.
De senere år er Lønnsgarantifondet og Kontoret for voldsoffererstatning blevet flyttet til byen som kompensation for tab af andre statslige arbejdspladser.

## Arkæologi
Under Domen, et bjerg vest for Bussesundet, findes
velkendte samiske grave.

## Forsvaret
Tidligere lå Luftforsvarets station Vardø her, men den blev nedlagt og videreført under Luftforsvarets station Sørreisa. Etterretningstjenesten har en station på Vårberget i Vardø, FSTV, hvor den omstridte Globus II-radar står.

## Kiberg
Kiberg er den næststørste by. Her havn tyskerne et større militært anlæg under besættelsen, og der er i dag et museum for partisanvirksomheden under anden verdenskrig.

## Eksterne links
- Wikimedia Commons har flere filer relateret til Vardø
- Laboratoriet for kunst, kultur og stedsutviklig i Vardø
- Yukigassen – Nord-Norges tøffeste festival
- Vardø Videregående Skole Arkiveret 30. oktober 2020 hos  Wayback Machine
- Vardø Kirke Arkiveret 3. oktober 2011 hos  Wayback Machine
- Pomormuseet i Vardø Arkiveret 6. august 2019 hos  Wayback Machine
- Vardø på snl.no
- ScenicNorway, billeder fra Vardø Arkiveret 11. september 2007 hos  Wayback Machine